# 立川談吉
立川 談吉（たてかわ だんきち）は、落語家の名跡。特に代数を振っていない。
- 立川談吉 - 現∶立川談幸
- 立川談吉 - 現∶二代目立川小談志
- 立川談吉 - 本項にて詳述

立川 談吉（たてかわ だんきち、1981年（昭和56年）12月14日 - ）は、北海道帯広市出身の落語家である。本名∶後藤 正寿。七代目立川談志の最後の弟子で、立川左談次の預かり弟子を経て、現在は、立川談修の預かり弟子、落語立川流・二ツ目。出囃子は『梅が枝の手水鉢』。

## 経歴
北海道芽室高等学校卒業後、札幌の専門学校を卒業する。
2008年3月、立川談志に入門し、4月に談吉となる。
2011年6月、二ツ目昇進するも11月21日、師匠・立川談志死去。弟子の中でただ一人師匠の最期を看取り、死装束・納棺を手伝う。談吉以外の弟子たちが談志の死を知ったのはすでに荼毘に付された11月23日のことだった。直後の11月27日に東京町屋のムーブ町屋にて二ツ目昇進披露独演会を開催。師匠・談志の得意ネタ『鼠穴』を演じた。
2012年4月より立川左談次の預かり弟子になる。2013年4月　東京での主軸独演会『談吉百席』を、立川談志所縁の池袋で立ち上げる。8月にはNHK BSプレミアム 『プレミアムドラマ「人生、成り行き　天才落語家・立川談志」』に出演。2014年2月、十勝で初の落語会を北居辺小学校・上士幌町生涯学習センターにて開催。2014年5月　映画『ヨシナカ伝説～義仲穴』の木曾義仲役で映画デビューし、エンディングテーマの作詞も担当した。6月には故郷・北海道帯広市での年一回の独演会『立川談吉ふるさと落語会』をスタート。。2015年6月、初の朗読会『金曜夜の朗読会～宮沢賢治の世界～』を帯広市図書館で開催。
2016年5月、新潟で『立川談吉 定点観測落語会』スタート。立川春吾より引き継いだ落語会である。また！ピン芸人とのコラボレーションの落語会『談吉プラスワン（仮）』をスタート。2017年4月、前座二人との会『談吉的超絶落語合宿』スタート。
2018年3月、師匠であった左談次が死去したため、同年7月より立川談修門下に移籍した。
2025年1月、師匠の談修より真打昇進の内定を受ける（昇進時期は未定）。談志に入門した直弟子としては最後の真打昇進者となる。
2026年3月1日付けで真打に昇進し、立川談寛（たてかわ だんかん）に改名する予定。

## 芸歴
- 2008年
  - 3月 - 七代目立川談志に入門。
  - 4月 - 「談吉」を名乗る。
- 2011年
  - 6月 - 二ツ目昇進。
  - 11月 - 師匠であった談志が死去。
- 2012年4月 - 立川左談次の預かり弟子となる。
- 2018年
  - 3月 - 預かりの師匠であった左談次が死去。
  - 7月 - 立川談修の預かり弟子となる[1]。

## 人物
- 芸風としては、独特のハイトーンボイスと家元仕込みのメロディアスな語り口が特徴。音楽を聞いているような心地よさがある落語で、落語の初心者からマニア、幅広い年齢層に人気がある。[13]
- ネタは古典落語中心だが『師匠殺しのサイゾー』『ピッケル』『仏四噺』『およそ3』などの自作の新作落語も手かげる。
- 高座では落語以外に浪曲や朗読を披露することもある。
- 音楽ライブでのMC、作詞、朗読などの活動にも精力的に取り組む。
- 真打昇進に当たっては、立川流の落語家が師匠に真打昇進を認めてもらうための「真打トライアル（と銘打った落語会）」を開催しない。代わりに、師匠立川談修からの昇進内定を公表直後の2025年2月に「真打昇進内定落語会」を開き「後輩に、（立川流の真打昇進には）トライアル以外の方法があると伝えたい」としている[14]。

## 受賞歴
- 2019年　渋谷らくご創作大賞『生モノ干物』[15]
- 2024年　渋谷らくご創作大賞『ゲル状のもの』[16]

## ラジオ番組
- 立川談吉のJAGARAKU！（2016年8月 - 、エフエムおびひろ）
- 立川談吉の小さな幸せ（2024年4月 - 、FMつしま）